# Mi pequeña Soledad
Mi pequeña Soledad es una telenovela mexicana producida por Televisa en 1990. Producida y protagonizada por Verónica Castro en un doble papel como madre e hija, como protagonistas masculinos tuvo a Omar Fierro y Rafael Rojas, con las participaciones antagónicas de Salvador Pineda, Rosa María Bianchi, Roberto Ballesteros, July Furlong y Gabriela Goldsmith, con las actuaciones estelares de Carlos Bracho, Orlando Carrió, Alexis Ayala, Angélica Rivera, Cecilia Gabriela y Norma Lazareno.

## Trama
Esta historia de suspenso y amor maternal, nos narra la vida de dos mujeres, Isadora y Soledad, madre e hija separadas por la ambición de dos seres humanos crueles que no soportaron la felicidad de su prójimo: Piedad Fernández y Gerardo Salazar. La historia comienza cuando Isadora, siendo aún una jovencita, es coronada como "Reina de la Plata" en su natal Taxco, para orgullo de su padre Don Manuel, hombre noble y respetado por todos que adora a su hija. Don Manuel está casado con Piedad que es más joven que él y quien siente un amor enfermizo por Gerardo, pero éste sólo tiene ojos para Isadora, quien está de novia con un muchacho de Taxco, José Luis Garza. El malvado Gerardo, llevado por su amor enfermizo hacia Isadora y por el odio al ser rechazado por ella, una noche le manda un mensaje citándola en el bosque haciéndose pasar por José Luis. Isadora como enamorada que está acude a la cita, pero Gerardo sale a su encuentro y a pesar de los ruegos de ella, Gerardo no se tienta el corazón y abusa de Isadora.
Isadora queda embarazada y se lo cuenta a José Luis, cuyo amor por Isadora es tan grande que promete casarse con ella. Isadora se siente dichosa, sin embargo el día de la boda Gerardo intercepta a José Luis cuando iba camino a la iglesia y le asesta una puñalada, muriendo finalmente en brazos de Isadora. Meses después de este cruel golpe, un rayo de esperanza vuelve a iluminar la vida de Isadora, cuando da a luz a una hermosa niña, a la que pone por nombre Soledad, como también se llamara su madre. Gerardo se aparece para exigir sus derechos como padre, y Don Manuel furioso por todo el daño que le ha causado a su hija se dispone a matarlo, pero la ira le provoca un infarto fatal. Como Isadora se ha quedado sola, Piedad y Gerardo se confabulan para causarle el peor de los sufrimientos: robarle a su hija recién nacida. Piedad huye con la niña a Acapulco y se la entrega a unos humildes pescadores junto con una gran suma de dinero.
Isadora hace lo imposible por buscar a su hija, pero todo resulta inútil. Con la fortuna que heredó de su padre, pero habiéndose convertido en una mujer triste y sola, se traslada a la Ciudad de México, donde el destino hará que conozca a un hombre que se enamora de ella, un noble y poderoso empresario llamado Hernán Villaseñor, que a pesar de ser mucho mayor que ella, la enamora y logra conquistar el afecto que la vida le negó. Isadora vence sus temores por lo ocurrido en su pasado pues gracias a él logra borrar esos traumas. Ambos se casan y él la lleva a vivir a su mansión, donde conquistará el afecto de Carmelita y Ramón, empleados de la casa, y de Marisa, la dulce sobrina de Hernán. Sin embargo, será víctima del acoso y las intrigas de Natalia, madre de Marisa y amante de Mateo el hermano de Hernán, quien ve en ella una enemiga para sus planes de apoderarse de la fortuna de la familia Villaseñor. Tanto ella como Mateo, un vago bueno para nada, no se molestarán en demostrar su desprecio por Isadora. 
Mientras, Soledad es una linda joven ya, y aún sabiendo la verdad de su origen, ha crecido en Acapulco amando y ayudando a sus hermanos y padres adoptivos. Siempre trabajadora y muy líder entre sus amigos, está de novia con Lalo, un joven boxeador que vive frustrado por sentirse poca cosa. Pero la vida de Soledad cambia radicalmente, cuando es encontrada por su verdadero padre Gerardo y allí surgen los problemas de chantaje y ambición. Isadora en tanto queda viuda después de un terrible accidente que provoca que quede inválida, pero cuenta con el apoyo del mejor amigo de su difunto marido, el abogado Carlos Arizmendi. Ambos se habían enamorado tiempo atrás, pero decidieron mitigar el sentimiento por respeto a Hernán, quien al haberles dado tanto a ambos no se merecía que lo traicionaran así. Y es Carlos quien, finalmente, encuentra y presenta a su hija. Isadora ya no cabe en sí de gozo al haber por fin hallado a su pequeña Soledad después de tanto tiempo. Pero la felicidad dura poco, pues Ana Silvia, esposa de Carlos, una mujer cruel e histérica que les hizo la vida imposible a Carlos e Isadora, es encontrada muerta de un disparo en su apartamento. Las sospechas recaen primero en Isadora y luego en Carlos, quien al final es encarcelado. Después de un angustioso período, que incluye las intrigas para inculpar a Carlos de parte de Natalia, Mateo y Sebastián, quien fuera amante de Ana Silvia, Carlos finalmente sale libre, pues se comprueba su inocencia debido a que Beatriz, amiga de toda la vida de Isadora, confiesa que ella mató a Ana Silvia para vengarse de ella y Sebastián por haberla humillado tanto. 
Cuando Carlos sale libre, llega una relativa tranquilidad para Isadora, Soledad y los suyos. Pero Natalia y Mateo trazan un plan siniestro para deshacerse de Isadora: volverla loca y luego encerrarla en una clínica aislada para que nadie sepa más de ella. Ese momento llega cuando Soledad, nombrada como Reina de las Artesanías en Acapulco, tiene que ausentarse por su labores como embajadora de la artesanía, recorriendo distintos estados del país. Natalia en complicidad con un ambicioso médico encierran a Isadora en una clínica para enfermos mentales en Guadalajara, suministrándole día y noche medicamentos e inyecciones que la dejan en un estado psicológico muy grave; para colmo de males, Piedad, a quien se le cree muerta después de que se incendiara el rancho de Taxco con ella dentro, logra sobrevivir y se oculta en Guadalajara, y para subsistir consigue trabajo justo en la clínica donde está internada Isadora. Ella es la que se encarga de seguirla torturando física y psicológicamente después de sacarla y esconderla en la pieza donde vive, amordazada y atada día y noche.
Soledad, quien ya está enterada de la desaparición de su madre, está desesperada al igual que Carlos, pero ella reúne valor para seguir sus labores como embajadora pese a su angustia. Después de un tiempo finalmente acaba el sufrimiento para Isadora cuando Carlos logra dar con ella, encontrándola en un estado crítico. La esconde en su departamento mientras la ayuda a recuperarse. Soledad se reencuentra con su madre, aliviada de que esté a salvo. Pero como a ella después de la tortura que sufrió le va a llevar un tiempo recuperarse, Soledad propone hacerse pasar por su madre en la casa Villaseñor para desenmascarar a Natalia y Mateo, ya que tanto ella como Carlos están seguros de que ellos son los culpables. El plan resulta a la perfección en un principio, sin embargo por algunos descuidos involuntarios Natalia comienza a sospechar que no es Isadora sino su hija la que está en la casa, hasta que la descubre. Pero Soledad, con su astucia, valentía y picardía logra desenmascarar a Natalia y Mateo justo cuando llega Isadora ya totalmente recuperada con Carlos. Al final se descubren todos los crímenes de Natalia y Mateo. En su desesperación Mateo escapa de la policía para después sufrir un accidente automovilístico que lo deja en estado vegetativo de por vida, mientras que Natalia es arrestada y declarada culpable. Sin embargo madre e hija tendrán que vencer un obstáculo más que les impide la felicidad, el que les representa Piedad quien, llena de ira y rencor porque Gerardo jamás la amó, planea vengarse, matándolo a él y a Soledad, para vengarse de Isadora. En la azotea de un edificio Piedad intenta apuñalar a Soledad, pero llega Gerardo y se lo impide, Soledad es rescatada por la policía y Piedad y Gerardo en un forcejeo resbalan y caen de la azotea, muriendo ambos abrazados.
Finalmente, ya sin nadie que pueda hacerles daño nunca más, Isadora y Soledad pueden vivir juntas y en paz, junto a sus enamorados, Carlos y Lalo respectivamente. Se hace una celebración en Acapulco donde Soledad en compañía de todos sus seres queridos es nombrada como Hija Ilustre de Acapulco. Todo es alegría y risas hasta que Isadora sufre un infarto fatal ante los ojos de un destrozado Carlos que la llora amargamente. Todos comparten el dolor por la pérdida de Isadora, pero Soledad se siente tranquila ya que su madre vivió lo suficiente para ver a su hija realizada y feliz como ella siempre quiso, y planea seguir disfrutando del presente y aguardando el futuro al lado de sus seres queridos.

## Reparto
- Verónica Castro - Isadora Fernández de Villaseñor / de Arizmendi / Soledad Fernández / Contreras
- Omar Fierro - Lic. Carlos Arizmendi
- Rosa María Bianchi - Piedad Vda. de Fernández
- Salvador Pineda - Gerardo Ballesteros
- July Furlong - Natalia  Vda. de Villaseñor
- Roberto Ballesteros - Mateo Villaseñor
- Gabriela Goldsmith - Ana Silvia de Arizmendi
- Carlos Bracho - Hernán Villaseñor
- Orlando Carrió - Fernando Abascal
- Silvia Caos - Elodia de Abascal
- Rafael Rojas - Eduardo "Lalo"
- Mapita Cortés - Blanquita
- Cecilia Gabriela - Clara Rodríguez
- Elsa Cárdenas - Bárbara
- Alicia Fahr - Lidia
- Laura Flores - Dulce María
- Sergio Sendel - Gustavo "Tavo"
- Rafael Baledón - Don Manuel Fernández
- Alberto Guerra - Ne
- Antonio de Carlo - José Luis Garza
- Angélica Rivera - Marisa Villaseñor
- Martha Zamora - Amparo de Contreras
- Juan Carlos Serrán - Sebastián Díaz
- Socorro Bonilla - Toña
- Ana Bertha Lepe - Lolita Arizmendi
- Alexis Ayala - Jorge "Coque" Abascal
- Damián Alcázar - Florentino
- Paola Ochoa - Malú Contreras
- Ernesto Rivas - Rafael "Fay" Contreras
- Roxana Saucedo - Sirena
- Daniela Leites - Lily
- Arturo Alegro - Danilo
- Aurora Medina - Luciana
- Mario Sauret - Ramón
- Erika Magnus - Carmelita
- José Antonio Ferral - Fidel Contreras
- Alicia del Lago - Pura
- Raúl Macías - Miguel
- Norma Lazareno - Yolanda
- Gustavo del Castillo
- Javier Díaz Dueñas
- Aída Naredo - Juani
- Armando Palomo - Chente
- Pilar Souza
- Alejandra Peniche - Lic. Eugenia Gálvez
- René Muñoz - Cayetano
- Ricardo de Loera - Fausto Zavala
- Cinthia del Villar - Beatriz Altamirano de Díaz
- Rolando de Castro - Luis
- Ricardo Pald - Mario
- Natalia Rendón - Carmen
- Alejandra Loreto - Josefina
- Armando Franco - Pepe
- Alberto González - Ernesto
- Rubén Morales - Alberto
- José Carlos Teruel - Gilberto
- Javier Herranz - Guido
- Luis Alfredo - Mochito
- Aurora Cortés
- Jaime Lozano - El Jarocho
- José Ángel Espinoza "Ferrusquilla"
- Maricruz Nájera - Jueza
- Augusto Benedico - Antonio Garza
- Chela Nájera - Mercedes de Garza
- Juan Felipe Preciado - Luis Abascal
- Carlos Marvez
- Lucero Reynoso - Enfermera
- Lupita Zamora
- Rolandito Zamora - El Negrito
- Rosa Carmina - Ella misma
- Talina Fernández - Ella misma
- Karen Sentíes - Empleada
- Paco Monteros - Sacerdote
- Juan Zaizar - Empleado
- Alejandro Montoya - Oswaldo
- Edmundo Arizpe - Gerente
- Óscar Vallejo - Niño en Acapulco
- Christina Mason - Soledad (bebé)

## Equipo de producción
- Historia original de: Jorge Lozano Soriano
- Versión libre de: Marissa Garrido, René Muñoz
- Edición literaria: Dolores Ortega, Rosario Velicia, Magda Crisantes
- Música original: Eduardo Magallanes
- Arreglos musicales: Eduardo Magallanes, Pablo Arellano
- Tema de entrada: Mi pequeña Soledad
- Letra y música: Verónica Castro, Julio Macías, Yordi López Lee
- Intérprete: Verónica Castro
- Escenografía: Javier Terrazas
- Ambientación: Patricia de Vicenzo, Rosalba Santoyo
- Diseño de vestuario: Mariana Villada, Raquel Aguirre
- Dirección en locación: Javier Díaz Dueñas
- Jefe de producción en locación: Maricarmen Solá
- Jefes de producción en foro: Paulina Viesca Azuela, Federico Alarcón
- Coordinación de producción: María de Jesús Arellano
- Gerente de producción: José Alberto Castro
- Editor: Adrián Frutos Maza
- Dirección de cámaras: Ernesto Arreola
- Dirección de escena: Beatriz Sheridan
- Productora asociada: Angelli Nesma Medina
- Productora: Verónica Castro

## Premios y nominaciones

### Premios TVyNovelas 1991
| Categoría                  | Nominado(a)        | Resultado |
| -------------------------- | ------------------ | --------- |
| Mejor telenovela           | Verónica Castro    | Nominada  |
| Mejor actriz protagónica   | Verónica Castro    | Ganadora  |
| Mejor villana              | Rosa María Bianchi | Nominada  |
| Mejor villana              | July Furlong       | Ganadora  |
| Mejor actor coestelar      | Salvador Pineda    | Ganador   |
| Mejor actriz joven         | Angélica Rivera    | Nominada  |
| Mejor actor joven          | Rafael Rojas       | Nominado  |
| Mejor revelación femenina  | Paola Ochoa        | Nominada  |
| Mejor revelación masculina | Orlando Carrió     | Nominado  |

### Premios Eres 1991
| Categoría                 | Nominado(a)      | Resultado |
| ------------------------- | ---------------- | --------- |
| Mejor producción          | Verónica Castro  | Nominada  |
| Mejor actriz              | Verónica Castro  | Ganadora  |
| Mejor telenovela          | Verónica Castro  | Nominada  |
| Mejor actor               | Omar Fierro      | Nominado  |
| Mejor dirección de escena | Beatriz Sheridan | Nominada  |